# This Is This
This Is This is een muziekalbum dat in 1986 werd uitgebracht door de jazzrock-formatie Weather Report. Het is tevens hun laatste album. Vlak na uitkomst van de plaat zou de band voorgoed uit elkaar gaan.
Het album ontving slechte kritieken in dat jaar en wordt tot de dag van vandaag beschouwd als hun slechtste en minst geïnspireerde productie. Zawinul zou daar zelf later over zeggen dat de band in feite al uit elkaar was maar haar contractuele verplichtingen jegens de platenmaatschappij Columbia Records diende na te komen. De diverse bandleden waren allen reeds druk met nieuwe projecten en moesten er in feite 'met de haren bij de opnames worden gesleept'.
Als een andere belangrijke factor voor het geringe succes van dit album wordt genoemd het feit dat Wayne Shorter zo goed als geen inbreng heeft gehad bij deze plaat. Geen enkele compositie is van zijn hand.

## Nummers
1. This Is This (Zawinul) – 7:06
2. Face the Fire (Zawinul) – 2:34
3. I'll Never Forget You (Zawinul) – 7:51
4. Jungle Stuff, Part 1 (Cinelu) – 4:43
5. Man With the Copper Fingers (Zawinul) – 6:12
6. Consequently (Bailey) – 4:56
7. Update (Zawinul) – 6:08
8. China Blues (Zawinul) – 6:11

## Musici
- Josef Zawinul - Keyboards
- Wayne Shorter - Saxofoons
- Victor Bailey - Bas
- Mino Cinelu - Percussie, zang
- Peter Erskine - Drums
- Omar Hakim - Drums op "Consequently"

#### Gastmusici
- Carlos Santana - Gitaar op "This Is This" en "Man With the Copper Fingers"
- Marva Barnes - Zang
- Colleen Coil - Zang
- Siedah Garrett - Zang
- Darryl Phinnessee - Zang

Bandleden: Joe Zawinul · Wayne Shorter · Jaco Pastorius · Peter Erskine

Miroslav Vitouš · Eric Gravatt · Alphonse Mouzon · Airto Moreira · Alex Acuña · Manolo Badrena · Dom Um Romão · Alphonso Johnson · Victor Bailey · Omar Hakim · José Rossy
Discografie: Weather Report (1971) · I Sing the Body Electric · Live in Tokyo · Sweetnighter · Mysterious Traveller · Tale Spinnin' · Black Market · Heavy Weather · Mr. Gone · 8:30 · Night Passage · Weather Report (1982) · Procession · Domino Theory · Sportin' Life · This Is This